# Lucika, Lîpova Dolîna
Lucika (în ucraineană Лучка) este localitatea de reședință a comunei Lucika din raionul Lîpova Dolîna, regiunea Sumî, Ucraina.

## Demografie
Componența lingvistică a localității Lucika
     Ucraineană (98,02%)
     Rusă (1,98%)
Conform recensământului din 2001, majoritatea populației localității Lucika era vorbitoare de ucraineană (98,02%), existând în minoritate și vorbitori de rusă (1,98%).